# Pro Helvetia
Pro Helvetia ist eine öffentlich-rechtliche Stiftung, welche zeitgenössische Schweizer Kunst und Kultur unterstützt und verbreitet. Als Förderinstitution der Schweizerischen Eidgenossenschaft ist sie für die Promotion und Verbreitung von Schweizer Kultur im Ausland sowie für Schweizer Länderauftritte an internationalen, kulturellen Grossanlässen zuständig. Zudem fördert sie den kulturellen Dialog zwischen den Landesteilen sowie weltweit und unterstützt die Künste im überregionalen Kontext.

## Geschichte und gesetzliche Grundlage
Gegründet wurde Pro Helvetia durch den Bundesratsbeschluss vom 20. Oktober 1939 als Organisation zur Förderung der Geistigen Landesverteidigung. 1949 wurde sie in eine Stiftung des öffentlichen Rechts umgewandelt.
Das Pro Helvetia-Gesetz vom 17. Dezember 1965 erteilte der Stiftung folgenden Auftrag:
- Erhaltung und Wahrung der kulturellen Eigenart des Landes
- Förderung des kulturellen Schaffens, gestützt auf die Verhältnisse in den Kantonen wie in den Sprachgebieten und Kulturkreisen
- Förderung des Kulturaustauschs zwischen den Sprachgebieten und Kulturkreisen in der Schweiz
- Pflege der kulturellen Beziehungen mit dem Ausland

Das Pro Helvetia-Gesetz wurde 1970 und 1980 teilrevidiert und per 1. Januar 2012 durch das Kulturförderungsgesetz abgelöst, welches den Auftrag der Pro Helvetia wie folgt definiert: «Die Stiftung fördert die Vielfalt des künstlerischen Schaffens, macht das Schweizer Kunst- und Kulturschaffen bekannt, fördert die Volkskultur und pflegt den kulturellen Austausch.» Dieser Auftrag wird durch die Kulturbotschaft konkretisiert, welche die Schwerpunkte der Kulturförderung auf Bundesebene für jeweils vier Jahre festlegt.
Die Bundesbeiträge an die Stiftung waren zunächst im Pro Helvetia-Gesetz geregelt und betrugen ab 1966 3,0, ab 1971 5,0 Mio. Franken jährlich. Seit der Teilrevision des Gesetzes von 1980 finanziert die Eidgenossenschaft Pro Helvetia durch Kreditbeschlüsse, die sich jeweils über vier Jahre erstrecken und denen ein vom Stiftungsrat verabschiedetes Programm zu Grunde liegt.

Das Hauptgebäude in Zürich
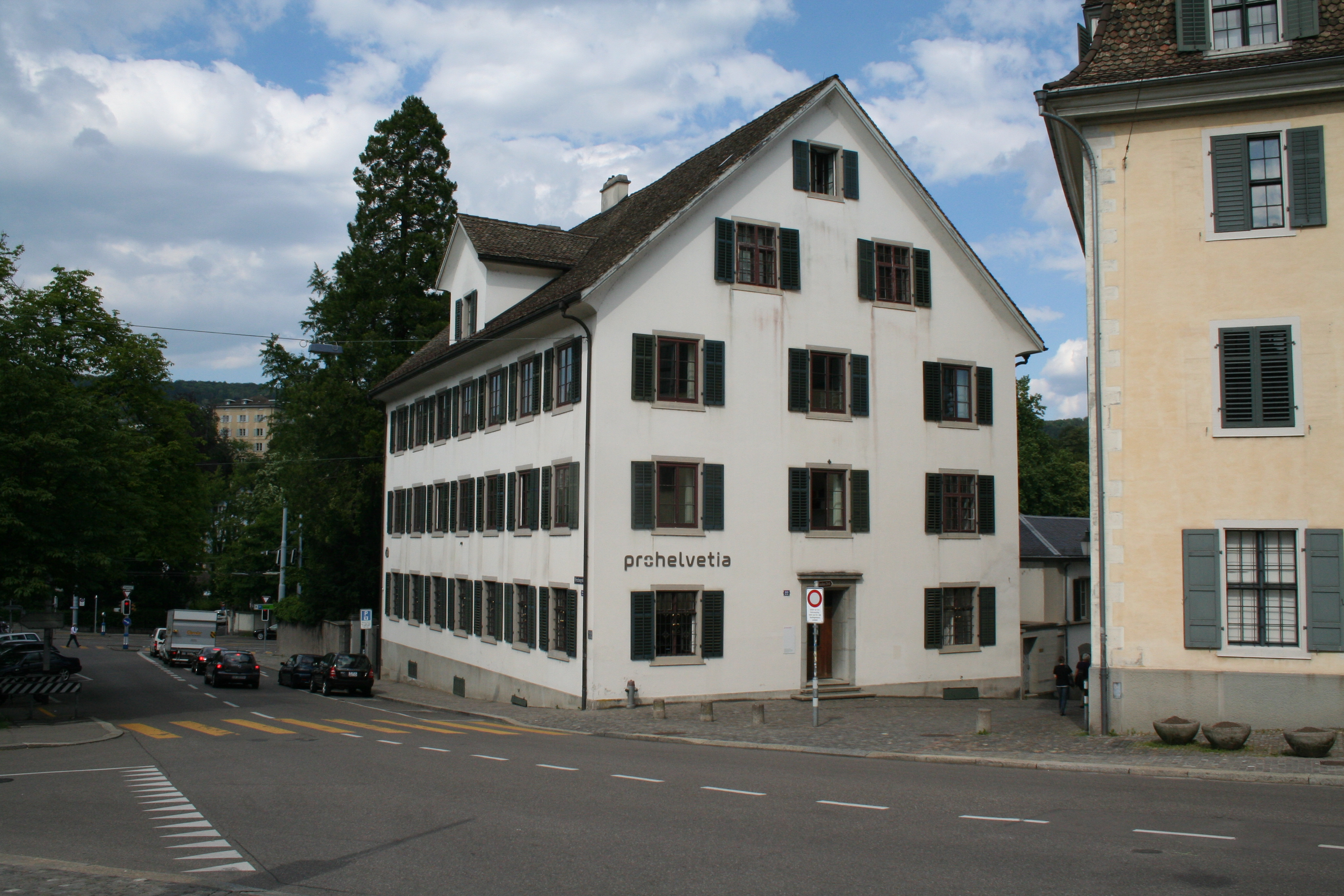
Haus zum Lindengarten, Geschäftssitz von Pro Helvetia am Hirschengraben in Zürich
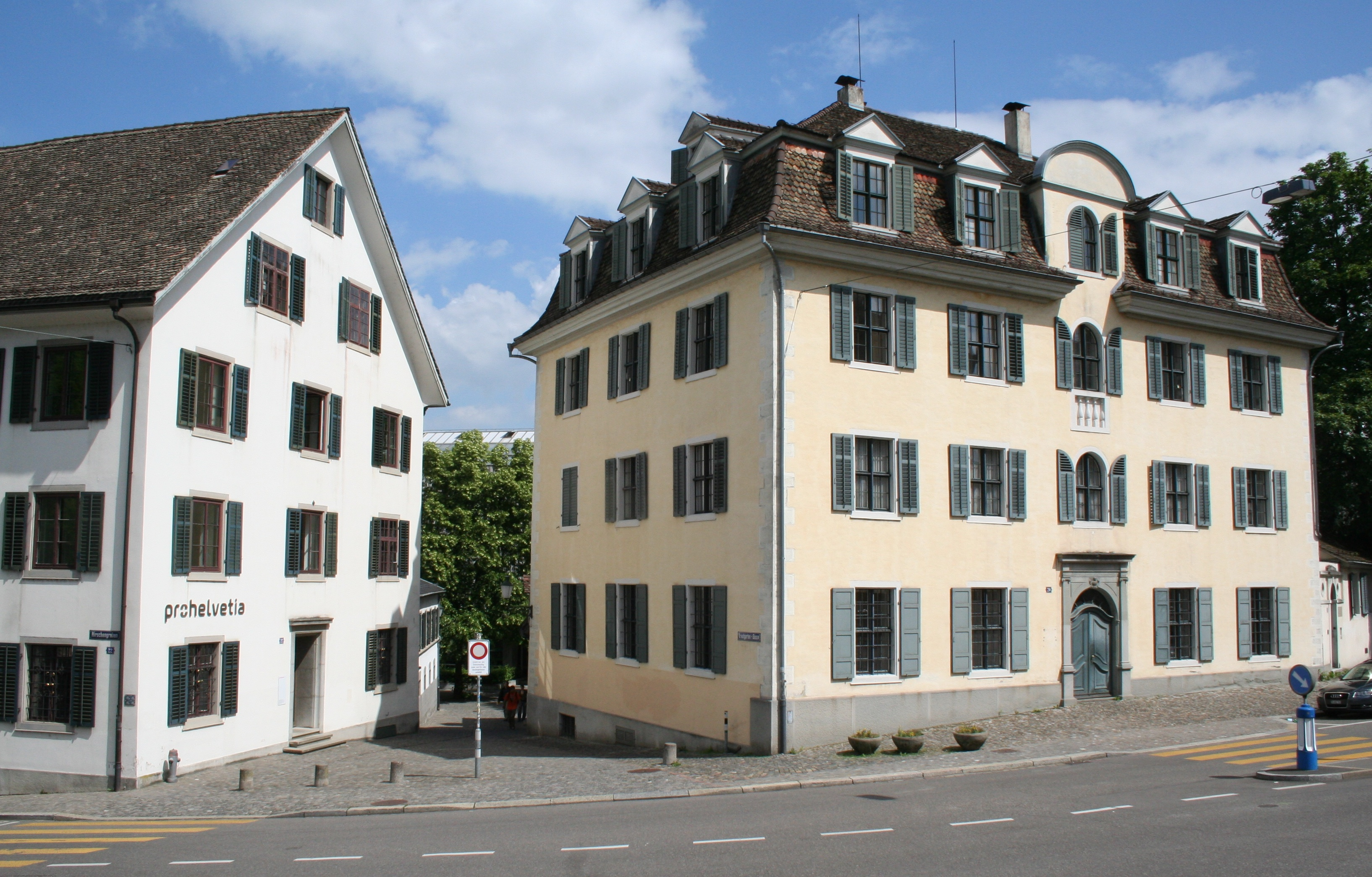
Blick in die Krautgartengasse am oberen Hirschengraben in Richtung Lydia-Welti-Escher-Hof und Kunsthaus, rechts: Haus zum Kiel
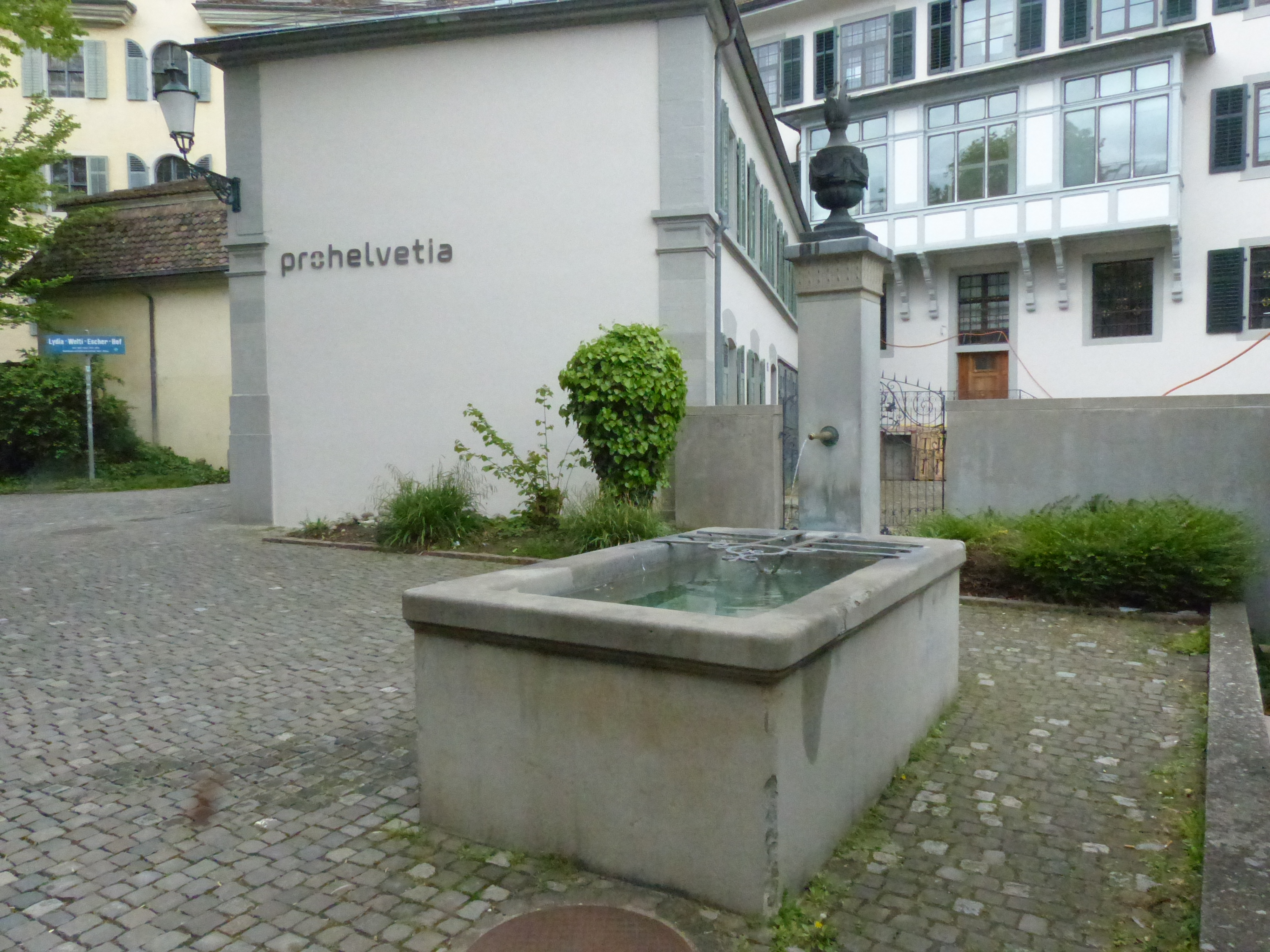
Blick zum Hauptsitz vom Lydia-Welti-Escher-Hof aus gesehen

## Tätigkeit
Die Aufgaben der Pro Helvetia umfassen gemäss Kulturbotschaft 2025–2028 die folgenden Punkte:
- Unterstützung des künstlerischen Schaffens durch Werkbeiträge in den Bereichen Darstellenden Künste, Design, Literatur, Musik, Visuelle Künste
- Förderung des Kulturaustauschs zwischen den sprachlichen und kulturellen Gemeinschaften der Schweiz durch Beiträge an Gastspiele, Lesungen, Konzertreihen, Ausstellungen, Festivals, Übersetzungen oder Anlässe der zeitgenössischen Volkskultur
- Verbreitung von Schweizer Kultur im Ausland durch die Unterstützung von Lesereisen, Tourneen, Ausstellungen und Übersetzungen sowie durch die Finanzierung von Länderauftritten an kulturellen Grossanlässen
- Setzen von neuen kulturellen Impulsen durch eigene Programme oder durch die Förderung von Projekten Dritter
- Nachwuchsförderung (Residenz- und Coaching-Programme, Vermittlung von Auftrittsmöglichkeiten, Vernetzungsangebote)

Mit Ausnahmen des Films ist Pro Helvetia in allen künstlerischen Disziplinen tätig: Darstellende Künste, Design, Literatur, Musik und Visuelle Künste. Mittels eines Mandats an die IG Volkskultur unterstützt sie innovative Volkskulturprojekte. Die Promotion des Schweizer Filmschaffens hat Pro Helvetia per 1. Januar 2004 an die Stiftung Swiss Films übergeben.
2024 hat Pro Helvetia 7'046 Gesuche Dritter erhalten, geprüft und 35,8 Prozent davon positiv beantwortet. Unterstützt wurden die Sparten Darstellende Künste, Design inkl. Game Design, Literatur, Musik und Visuelle Künste. 87,0 Prozent der 45,7 Millionen Franken, die Pro Helvetia im Jahr 2024 eingesetzt hat, flossen direkt in Kulturaktivitäten. Der Anteil der Administrationskosten betrug 13,0 Prozent.

## Organisation
Die Strategie von Pro Helvetia wird durch den Stiftungsrat vorgegeben. Er besteht aus neun Personen, welche vom Bundesrat gewählt werden. Stiftungsratspräsident ist Michael Brändle.
Für ihre operative Tätigkeit betreibt Pro Helvetia eine Geschäftsstelle in Zürich. Diese wird durch den Direktor Philippe Bischof geleitet. Inhaltlich wird die Geschäftsstelle durch eine Fachkommission mit maximal 13 Mitgliedern sowie unabhängige Experten unterstützt, welche durch den Stiftungsrat gewählt werden.

### Präsidenten
- 1939–1943: Heinz Häberlin[12]
- 1944–1952: Paul Lachenal
- 1952–1964: Jean Rudolf von Salis
- 1965–1970: Michael Stettler
- 1971–1977: Willy Spühler
- 1978–1985: Roland Ruffieux
- 1986–1989: Sigmund Widmer
- 1990–1997: Rosemarie Simmen
- 1998–2005: Yvette Jaggi
- 2006–2013: Mario Annoni
- 2014–2023: Charles Beer
- seit 2024: Michael Brändle

### Direktoren
- 1939–1959: Karl Naef[12]
- 1959–1991: Luc Boissonnas
- 1992–1997: Urs Frauchiger
- 1997–1998: Rolf Keller (ad interim)
- 1998–2001: Bernard Cathomas
- 2001–2002: François Wasserfallen (ad interim)
- 2002–2012: Pius Knüsel
- 2012–2016: Andrew Holland
- 2016–2017: Sabina Schwarzenbach (ad interim)
- 2017–2025: Philippe Bischof
- seit 1. Juli 2025: Michael Kinzer

## Präsenz im Ausland
Pro Helvetia finanziert das Centre Culturel Suisse in Paris und beteiligt sich an den Kulturprogrammen von zwei Schweizer Institutionen im Ausland (Istituto Svizzero in Rom, Mailand und Palermo; Swiss Institute in New York).
Zudem betreibt Pro Helvetia Verbindungsbüros in Kairo (seit 1988), Johannesburg (seit 1998), New Delhi (seit 2007), Shanghai (seit 2010) und ein dezentrales Verbindungsbüro in Südamerika (seit 2021). Das 2017 eröffnete Verbindungsbüro in Moskau wird per Ende 2024 geschlossen.

## Kritik
Im Jahr 2004 wurde im Centre Culturel Suisse in Paris die Ausstellung «Swiss-Swiss Democracy» von Thomas Hirschhorn gezeigt. Diese wurde insbesondere deshalb heftig kritisiert, weil ein Schauspieler andeutungsweise wie ein Hund über ein Bild des damaligen Bundesrats Christoph Blocher urinierte. Die Kritik richtete sich auch gegen Pro Helvetia, welche die Ausstellung mit insgesamt 180'000 Franken finanziert hatte.
Pro Helvetia distanzierte sich in der Folge von «allfälligen persönlichen Angriffen auf Christoph Blocher», hielt aber zugleich fest: «Die Stiftung sieht es als eine der grossen Errungenschaften der demokratisch verfassten Gesellschaft, dass sie auch Künstler unterstützt, die eben diese Gesellschaft kritisieren. Die Kunstfreiheit ist überdies in der Verfassung verankert.»
Als direkte Konsequenz aus dem sogenannten «Hirschhorn-Skandal» entschied das Eidgenössische Parlament am 16. Dezember 2004, das Budget 2005 der Pro Helvetia um 1 Mio. Franken zu kürzen.